# RSC Anderlecht in het seizoen 2019/20
Dit artikel beschrijft de prestaties van de Belgische voetbalclub RSC Anderlecht in het seizoen 2019–2020.

## Spelerskern
| No.           | Naam                   | Nationaliteit                 | Geboortedatum | Vorige club                    |
| ------------- | ---------------------- | ----------------------------- | ------------- | ------------------------------ |
| Keepers       |                        |                               |               |                                |
| 1             | Frank Boeckx           | België                        | 27-09-1986    | Antwerp FC (2014–2015)         |
| 30            | Hendrik Van Crombrugge | België                        | 30-04-1993    | KAS Eupen (2013-2019)          |
| 33            | Davy Roef              | België                        | 06-02-1994    | Waasland-Beveren (2017-2019)   |
| Verdedigers   |                        |                               |               |                                |
| 4             | Vincent Kompany        | België, Congo-Kinshasa        | 10-04-1986    | Manchester City (2008-2019)    |
| 7             | Andy Najar             | Honduras                      | 16-03-1993    | D.C. United (2010-2013)        |
| 22            | Elias Cobbaut          | België                        | 24-11-1997    | KV Mechelen (2016–2017)        |
| 32            | Derrick Luckassen      | Nederland                     | 03-07-1995    | PSV (Huur )                    |
| 34            | Philippe Sandler       | Nederland                     | 10-02-1997    | Manchester City (Huur)         |
| 43            | Thierry Lutonda        | België                        | 27-10-2000    | Jeugd                          |
| 54            | Killian Sardella       | België                        | 02-05-2002    | Jeugd                          |
| 55            | Marco Kana             | België                        | 08-06-2002    | Jeugd                          |
| 62            | Michael Murillo        | Panama                        | 11-02-1996    | New York Red Bulls (2017-2019) |
|               | Kemar Lawrence         | Jamaica                       | 17-09-1992    | New York Red Bulls (2015-2020) |
| Middenvelders |                        |                               |               |                                |
| 8             | Pieter Gerkens         | België                        | 13-08-1995    | STVV (2016-2017)               |
| 10            | Michel Vlap            | Nederland                     | 2-06-1997     | sc Heerenveen (2016-2019)      |
| 14            | Samir Nasri            | Frankrijk                     | 26-06-1987    | West Ham United (2018-2019)    |
| 23            | Peter Žulj             | Oostenrijk                    | 09-06-1993    | Sturm Graz (2017-2019)         |
| 25            | Adrien Trebel          | Frankrijk                     | 03-03-1991    | Standard Luik (2014-2017)      |
| 39            | Edo Kayembe            | Congo-Kinshasa                | 03-08-1998    | Jeugd                          |
| 40            | Francis Amuzu          | België, Ghana                 | 23-09-1999    | Jeugd                          |
| 46            | Anouar Ait El Hadj     | België                        | 20-04-2002    | Jeugd                          |
| 48            | Albert Sambi Lokonga   | België, Congo-Kinshasa        | 22-10-1999    | Jeugd                          |
| 50            | Sieben Dewaele         | België                        | 02-02-1999    | Jeugd                          |
| 51            | Yari Verschaeren       | België                        | 12-07-2001    | Jeugd                          |
| Aanvallers    |                        |                               |               |                                |
| 9             | Landry Dimata          | België                        | 01-09-1997    | VfL Wolfsburg (2017-2018)      |
| 19            | Nacer Chadli           | België                        | 02-08-1989    | AS Monaco (Huur)               |
| 20            | Marko Pjaca            | Kroatië                       | 06-05-1995    | Juventus (Huur)                |
| 28            | Dejan Joveljić         | Servië, Bosnië en Herzegovina | 07-08-1999    | Eintracht Frankfurt (Huur)     |
| 49            | Jérémy Doku            | België                        | 27-05-2002    | Jeugd                          |
| 93            | Kemar Roofe            | Engeland                      | 06-01-1993    | Leeds United (2016-2019)       |
| 53            | Antoine Colassin       | België                        | 26-02-2001    | Jeugd                          |
| 99            | Zakaria Bakkali        | België                        | 16-01-1996    | Valencia CF (2015-2018)        |

## Transfers seizoen 2019-2020
| Naam                      | Nationaliteit            | Van / Naar              | Datum             | Bedrag / Type |
| ------------------------- | ------------------------ | ----------------------- | ----------------- | ------------- |
| Inkomend                  |                          |                         |                   |               |
| Michael Murillo           | Panama                   | New York Red Bulls      | 1 januari 2020    | € 680.000     |
| Michel Vlap               | Nederland                | sc Heerenveen           | juli 2019         | € 8.000.000   |
| Kemar Roofe               | Engeland                 | Leeds United            | 6 augustus 2019   | € 6.000.000   |
| Landry Dimata             | België, Congo-Kinshasa   | VfL Wolfsburg           | 1 juli 2019       | € 5.000.000   |
| Hendrik Van Crombrugge    | België                   | KAS Eupen               | 1 augustus 2019   | € 2.250.000   |
| Aristote Nkaka            | België, Congo-Kinshasa   | KV Oostende             | 1 juli 2019       | € 1.000.000   |
| Philippe Sandler          | Nederland                | Manchester City         | juli 2019         | Huur          |
| Nacer Chadli              | België                   | AS Monaco               | 10 augustus 2019  | Huur          |
| Derrick Luckassen         | Nederland                | PSV                     | 1 september 2019  | Huur          |
| Vincent Kompany           | België                   | Manchester City         | 1 juli 2019       | Transfervrij  |
| Samir Nasri               | Frankrijk                | West Ham United         | juli 2019         | Transfervrij  |
| Davy Roef                 | België                   | Waasland-Beveren        | 1 juli 2019       | Einde huur    |
| Isaac Thelin              | Zweden, Congo-Kinshasa   | Bayer Leverkusen        | 1 juli 2019       | Einde huur    |
| Knowledge Musona          | Zimbabwe                 | Sporting Lokeren        | 1 juli 2019       | Einde huur    |
| Silvère Ganvoula          | Congo-Brazzaville        | VfL Bochum              | 1 juli 2019       | Einde huur    |
| Josué Sá                  | Portugal                 | Kasımpaşa SK            | 1 juli 2019       | Einde huur    |
| Mohammed Dauda            | Ghana                    | SBV Vitesse             | 1 juli 2019       | Einde huur    |
| Alexandru Chipciu         | Roemenië                 | Sparta Praag            | 1 juli 2019       | Einde huur    |
| Leander Dendoncker        | België                   | Wolverhampton Wanderers | 1 juli 2019       | Einde huur    |
| Ryota Morioka             | Japan                    | Sporting Charleroi      | 1 juli 2019       | Einde huur    |
| TOTAAL UITGAVEN:          | TOTAAL UITGAVEN:         | TOTAAL UITGAVEN:        | TOTAAL UITGAVEN:  | € 22.250.000  |
| Uitgaand                  |                          |                         |                   |               |
| Leander Dendoncker        | België                   | Wolverhampton Wanderers | 1 juli 2019       | € 13.500.000  |
| Sebastiaan Bornauw        | België                   | FC Köln                 | 6 augustus 2019   | € 8.000.000   |
| Ivan Santini              | Kroatië                  | Jiangsu Suning          | 29 juli 2019      | € 5.000.000   |
| Dennis Appiah             | Frankrijk                | FC Nantes               | juli 2019         | € 750.000     |
| Silvère Ganvoula          | Congo-Brazzaville        | VfL Bochum              | juli 2019         | € 400.000     |
| Ilias Moutha-Sebtaoui     | België, Marokko          | Sporting Charleroi      | juli 2019         | Transfervrij  |
| Ivan Obradović            | Servië                   | Legia Warschau          | 1 juli 2019       | Transfervrij  |
| Boy de Jong               | Nederland                | Stellenbosch FC         | 1 juli 2019       | Transfervrij  |
| Sven Kums                 | België                   | KAA Gent                | 21 januari 2020   | Onbekend      |
| James Lawrence            | Engeland                 | FC St. Pauli            | 22 augustus 2019  | Huur          |
| Mohammed Dauda            | Ghana                    | Esbjerg fB              | 29 augustus 2019  | Huur          |
| Isaac Thelin              | Zweden                   | Malmö FF                | 9 januari 2020    | Huur          |
| Thomas Didillon           | Frankrijk                | KRC Genk                | 27 januari 2020   | Huur          |
| Josué Sá                  | Portugal                 | SD Huesca               | 23 augustus 2019  | Huur          |
| Ognjen Vranješ            | Bosnië en Herzegovina    | AEK Athene              | juli 2019         | Huur          |
| Hannes Delcroix           | België, Haïti            | RKC Waalwijk            | juli 2019         | Huur          |
| Aristote Nkaka            | België                   | UD Almería              | juli 2019         | Huur          |
| Bubacarr Sanneh           | Gambia                   | Göztepe SK              | 2 augustus 2019   | Huur          |
| Ciryack Olivier Dhauholou | Ivoorkust                | Waasland-Beveren        | 2 september 2019  | Huur          |
| Knowledge Musona          | Zimbabwe                 | KAS Eupen               | 17 januari 2020   | Huur          |
| Luka Adžić                | Servië                   | FC Emmen                | 21 januari 2020   | Huur          |
| Yannick Bolasie           | Congo-Kinshasa, Engeland | Everton FC              | 1 juli 2019       | Einde huur    |
| Landry Dimata             | België, Congo-Kinshasa   | VfL Wolfsburg           | 1 juli 2019       | Einde huur    |
| Ryota Morioka             | Japan                    | Sporting Charleroi      | 1 juli 2019       | Onbekend      |
| Kara Mbodj                | Senegal                  | Al-Sailiya              | juli 2019         | Onbekend      |
| Abdoul Danté              | Mali                     | Excelsior Virton        | 6 augustus 2019   | Onbekend      |
| Antonio Milić             | Tsjechië                 | Rayo Vallecano          | 30 augustus 2019  | Onbekend      |
| Emmanuel Sowah Adjei      | Ghana                    | KAS Eupen               | 17 januari 2020   | Onbekend      |
| Alexandru Chipciu         | Roemenië                 | CFR Cluj                | 18 januari 2020   | Onbekend      |
| Kenny Saief               | Israël, Verenigde Staten | Lechia Gdańsk           | 13 februari 2020  | Huur          |
| TOTAAL INKOMSTEN:         | TOTAAL INKOMSTEN:        | TOTAAL INKOMSTEN:       | TOTAAL INKOMSTEN: | € 27.650.000  |

## Jupiler Pro League

### Reguliere competitie

#### Wedstrijden
| Wedstrijddetails                                                                                          | Thuisploeg                                                                         | Uitslag                                   | Uitploeg                                    | Opstelling | Kaarten                                                    |
| --- | ---------------------------------------------------------------------------------- | ----------------------------------------- | ------------------------------------------- | --- | ---------------------------------------------------------- |
| Heenronde                                                                                                 |                                                                                    |                                           |                                             | |                                                            |
| 28 juli 2019 14:30 Lotto Park Anderlecht Ref.: Bram Van Driessche Toeschouwers: 14.482                    | Anderlecht                                                                         | 1 – 2                                     | KV Oostende                                 | Didillon El Kababri (82' Lutonda), Kompany, Bornauw, Cobbaut Verschaeren (61' Nasri), Žulj , Vlap Doku, Gerkens (87' El Hadj), Amuzu                    | 9' Bornauw                                                 |
| 28 juli 2019 14:30 Lotto Park Anderlecht Ref.: Bram Van Driessche Toeschouwers: 14.482                    | Vlap 13'                                                                           | 1 – 0 1 – 1 1 – 2                         | 19' Vargas 75' Sakala                       | Didillon El Kababri (82' Lutonda), Kompany, Bornauw, Cobbaut Verschaeren (61' Nasri), Žulj , Vlap Doku, Gerkens (87' El Hadj), Amuzu                    | 9' Bornauw                                                 |
| 4 augustus 2019 18:00 Le Canonnier Moeskroen Ref.: Christof Dierick Toeschouwers: 8.257                   | Excel Moeskroen                                                                    | 0 – 0                                     | Anderlecht                                  | Van Crombrugge Kayembe, Sandler (73' Kana), Kompany, Dewaele Verschaeren (61' Nasri), Žulj , Vlap Doku, Gerkens (46' Adžić), Amuzu                      | 31' Doku 59' Žulj 68' Amuzu 90+5' Nasri                    |
| 4 augustus 2019 18:00 Le Canonnier Moeskroen Ref.: Christof Dierick Toeschouwers: 8.257                   |                                                                                    |                                           |                                             | Van Crombrugge Kayembe, Sandler (73' Kana), Kompany, Dewaele Verschaeren (61' Nasri), Žulj , Vlap Doku, Gerkens (46' Adžić), Amuzu                      | 31' Doku 59' Žulj 68' Amuzu 90+5' Nasri                    |
| 9 augustus 2019 20:30 Lotto Park Anderlecht Ref.: Lawrence Visser Toeschouwers: 16.603                    | Anderlecht                                                                         | 0 – 0                                     | KV Mechelen                                 | Van Crombrugge Sardella, Sandler, Kompany, Dewaele Nasri , Žulj, Vlap (82' Verschaeren) Doku (60' Adžić), Gerkens (60' Thelin), Amuzu                   |                                                            |
| 9 augustus 2019 20:30 Lotto Park Anderlecht Ref.: Lawrence Visser Toeschouwers: 16.603                    |                                                                                    |                                           |                                             | Van Crombrugge Sardella, Sandler, Kompany, Dewaele Nasri , Žulj, Vlap (82' Verschaeren) Doku (60' Adžić), Gerkens (60' Thelin), Amuzu                   |                                                            |
| 17 augustus 2019 18:00 Guldensporenstadion Kortrijk Ref.: Erik Lambrechts Toeschouwers: 8.326             | KV Kortrijk                                                                        | 4 – 2                                     | Anderlecht                                  | Van Crombrugge Sardella (62' Amuzu), Sandler, Kompany, Dewaele Nasri , Kayembe, Vlap Verschaeren, Thelin (58' Gerkens), Chadli (78' Doku)               | 60' Kayembe                                                |
| 17 augustus 2019 18:00 Guldensporenstadion Kortrijk Ref.: Erik Lambrechts Toeschouwers: 8.326             | Mboyo 52' (pen.) Kage 57' Mboyo 73' D'Haene 79'                                    | 0 – 1 1 – 1 2 – 1 2 – 2 3 – 2 4 – 2       | 26' Nasri 66' (pen.) Vlap                   | Van Crombrugge Sardella (62' Amuzu), Sandler, Kompany, Dewaele Nasri , Kayembe, Vlap Verschaeren, Thelin (58' Gerkens), Chadli (78' Doku)               | 60' Kayembe                                                |
| 23 augustus 2019 20:30 Luminus Arena Genk Ref.: Lawrence Visser Toeschouwers: 22.245                      | Racing Genk                                                                        | 1 – 0                                     | Anderlecht                                  | Van Crombrugge Sardella, Sandler (69' Kana), Kompany (75' Cobbaut), Dewaele Verschaeren, Žulj, Vlap Amuzu, Nasri, Chadli (73' Adžić)                    | 90+3' Kana                                                 |
| 23 augustus 2019 20:30 Luminus Arena Genk Ref.: Lawrence Visser Toeschouwers: 22.245                      | Samatta 55'                                                                        | 1 – 0                                     |                                             | Van Crombrugge Sardella, Sandler (69' Kana), Kompany (75' Cobbaut), Dewaele Verschaeren, Žulj, Vlap Amuzu, Nasri, Chadli (73' Adžić)                    | 90+3' Kana                                                 |
| 1 september 2019 18:00 Lotto Park Anderlecht Ref.: Nicolas Laforge Toeschouwers: 20.500                   | Anderlecht                                                                         | 1 – 0                                     | Standard Luik                               | Van Crombrugge Sardella, Sandler, Cobbaut, Dewaele Verschaeren, Žulj (63' Sambi Lokonga), Gerkens (35' Vlap) Saelemaekers, Thelin, Chadli (73' Amuzu)   | 53' Saelemaekers 71' Dewaele                               |
| 1 september 2019 18:00 Lotto Park Anderlecht Ref.: Nicolas Laforge Toeschouwers: 20.500                   | Saelemaekers 31'                                                                   | 1 – 0                                     |                                             | Van Crombrugge Sardella, Sandler, Cobbaut, Dewaele Verschaeren, Žulj (63' Sambi Lokonga), Gerkens (35' Vlap) Saelemaekers, Thelin, Chadli (73' Amuzu)   | 53' Saelemaekers 71' Dewaele                               |
| 15 september 2019 14:30 Lotto Park Anderlecht Ref.: Lawrence Visser Toeschouwers: 19.263                  | Anderlecht                                                                         | 1 – 2                                     | Antwerp                                     | Van Crombrugge Sardella, Sandler, Cobbaut, Dewaele (83' Kayembe) Verschaeren (76' Gerkens), Sambi Lokonga, Vlap Saelemaekers, Chadli , Adžić (55' Doku) | 21' Sandler 73' Sambi Lokonga 77' Sambi Lokonga 80' Chadli |
| 15 september 2019 14:30 Lotto Park Anderlecht Ref.: Lawrence Visser Toeschouwers: 19.263                  | Chadli 65'                                                                         | 0 – 1 1 – 1 1 – 2                         | 49' Refaelov 87' Miyoshi                    | Van Crombrugge Sardella, Sandler, Cobbaut, Dewaele (83' Kayembe) Verschaeren (76' Gerkens), Sambi Lokonga, Vlap Saelemaekers, Chadli , Adžić (55' Doku) | 21' Sandler 73' Sambi Lokonga 77' Sambi Lokonga 80' Chadli |
| 22 september 2019 18:00 Jan Breydelstadion Brugge Ref.: Alexandre Boucaut Toeschouwers: 26.243            | Club Brugge                                                                        | 2 – 1                                     | Anderlecht                                  | Van Crombrugge Sardella (60' Dewaele), Sandler, Luckassen, Cobbaut Gerkens, Trebel, Verschaeren Saelemaekers, Chadli (75' Thelin), Amuzu (70' Doku)     | 63' Trebel 86' Sandler                                     |
| 22 september 2019 18:00 Jan Breydelstadion Brugge Ref.: Alexandre Boucaut Toeschouwers: 26.243            | Van Crombrugge 6' (e.d.) Diatta 69'                                                | 0 – 1 1 – 1 2 – 1                         | 5' Chadli                                   | Van Crombrugge Sardella (60' Dewaele), Sandler, Luckassen, Cobbaut Gerkens, Trebel, Verschaeren Saelemaekers, Chadli (75' Thelin), Amuzu (70' Doku)     | 63' Trebel 86' Sandler                                     |
| 29 september 2019 14:30 Lotto Park Anderlecht Ref.: Jan Boterberg Toeschouwers: 18.716                    | Anderlecht                                                                         | 0 – 0                                     | Waasland-Beveren                            | Van Crombrugge Sardella, Luckassen, Sandler, Dewaele Sambi Lokonga, Žulj (66' El Hadj), Nasri Verschaeren (80' Doku), Roofe (85' Thelin), Chadli        | 83' Roofe 90+2' Thelin                                     |
| 29 september 2019 14:30 Lotto Park Anderlecht Ref.: Jan Boterberg Toeschouwers: 18.716                    |                                                                                    |                                           |                                             | Van Crombrugge Sardella, Luckassen, Sandler, Dewaele Sambi Lokonga, Žulj (66' El Hadj), Nasri Verschaeren (80' Doku), Roofe (85' Thelin), Chadli        | 83' Roofe 90+2' Thelin                                     |
| 4 oktober 2019 20:30 Stade du Pays de Charleroi Charleroi Ref.: Wesley Alen Toeschouwers: 13.332          | Sporting Charleroi                                                                 | 1 – 2                                     | Anderlecht                                  | Van Crombrugge Sardella, Sandler, Luckassen, Dewaele Nasri (28' Amuzu), Sambi Lokonga, Vlap (87' Cobbaut) Verschaeren, Roofe, Chadli (82' Žulj)         | 26' Sardella 44' Dewaele 59' Sandler 82' Roofe 83' Chadli  |
| 4 oktober 2019 20:30 Stade du Pays de Charleroi Charleroi Ref.: Wesley Alen Toeschouwers: 13.332          | Fall 40'                                                                           | 0 – 1 1 – 1 1 – 2                         | 12' Verschaeren 64' Chadli                  | Van Crombrugge Sardella, Sandler, Luckassen, Dewaele Nasri (28' Amuzu), Sambi Lokonga, Vlap (87' Cobbaut) Verschaeren, Roofe, Chadli (82' Žulj)         | 26' Sardella 44' Dewaele 59' Sandler 82' Roofe 83' Chadli  |
| 20 oktober 2019 18:00 Lotto Park Anderlecht Ref.: Alexandre Boucaut Toeschouwers: 18.949                  | Anderlecht                                                                         | 4 – 1                                     | STVV                                        | Van Crombrugge Sardella, Kana, Cobbaut, Dewaele Sambi Lokonga, Saelemaekers (63' Kayembe), Trebel (76' Amuzu) Verschaeren, Roofe, Chadli (86' Adžić)    | 45+1' Kana                                                 |
| 20 oktober 2019 18:00 Lotto Park Anderlecht Ref.: Alexandre Boucaut Toeschouwers: 18.949                  | Chadli 5' Kana 10' Roofe 67' Chadli 78'                                            | 1 – 0 2 – 0 2 – 1 3 – 1 4 – 1             | 62' Boli                                    | Van Crombrugge Sardella, Kana, Cobbaut, Dewaele Sambi Lokonga, Saelemaekers (63' Kayembe), Trebel (76' Amuzu) Verschaeren, Roofe, Chadli (86' Adžić)    | 45+1' Kana                                                 |
| 25 oktober 2019 20:30 Kehrwegstadion Eupen Ref.: Frederik Geldhof Toeschouwers: 5.833                     | KAS Eupen                                                                          | 0 – 0                                     | Anderlecht                                  | Van Crombrugge Luckassen, Kana, Cobbaut, Dewaele Sambi Lokonga, Kayembe, Trebel (76' Amuzu) Saelemaekers, Roofe, Verschaeren                            |                                                            |
| 25 oktober 2019 20:30 Kehrwegstadion Eupen Ref.: Frederik Geldhof Toeschouwers: 5.833                     |                                                                                    |                                           |                                             | Van Crombrugge Luckassen, Kana, Cobbaut, Dewaele Sambi Lokonga, Kayembe, Trebel (76' Amuzu) Saelemaekers, Roofe, Verschaeren                            |                                                            |
| 31 oktober 2019 20:30 Lotto Park Anderlecht Ref.: Bram Van Driessche Toeschouwers: 19.918                 | Anderlecht                                                                         | 3 – 3                                     | AA Gent                                     | Van Crombrugge Luckassen, Kana, Cobbaut, Dewaele Sambi Lokonga, Vlap (76' Žulj), Kayembe Verschaeren, Roofe, Saelemaekers (85' Doku)                    | 78' Sambi Lokonga                                          |
| 31 oktober 2019 20:30 Lotto Park Anderlecht Ref.: Bram Van Driessche Toeschouwers: 19.918                 | Verschaeren 17' Roofe 68' (pen.) Roofe 70'                                         | 1 – 0 1 – 1 2 – 1 3 – 1 3 – 2 3 – 3       | 24' Depoitre 84' Jaremtsjoek 90+4' Plastoen | Van Crombrugge Luckassen, Kana, Cobbaut, Dewaele Sambi Lokonga, Vlap (76' Žulj), Kayembe Verschaeren, Roofe, Saelemaekers (85' Doku)                    | 78' Sambi Lokonga                                          |
| 3 november 2019 14:30 Lotto Park Anderlecht Ref.: Nicolas Laforge Toeschouwers: 18.801                    | Anderlecht                                                                         | 2 – 1                                     | Cercle Brugge                               | Van Crombrugge Luckassen, Kana, Cobbaut, Dewaele (37' Sardella) Sambi Lokonga, Vlap (80' Žulj), Kayembe Verschaeren, Roofe, Saelemaekers (81' Chadli)   | 45+4' Verschaeren                                          |
| 3 november 2019 14:30 Lotto Park Anderlecht Ref.: Nicolas Laforge Toeschouwers: 18.801                    | Roofe 10' (pen.) Saelemaekers 19'                                                  | 1 – 0 2 – 0 2 – 1                         | 28' Hoggas                                  | Van Crombrugge Luckassen, Kana, Cobbaut, Dewaele (37' Sardella) Sambi Lokonga, Vlap (80' Žulj), Kayembe Verschaeren, Roofe, Saelemaekers (81' Chadli)   | 45+4' Verschaeren                                          |
| 8 november 2019 20:30 Regenboogstadion Waregem Ref.: Lawrence Visser Toeschouwers: 9.066                  | Zulte Waregem                                                                      | 1 – 2                                     | Anderlecht                                  | Van Crombrugge Sardella, Kana, Cobbaut, Luckassen Sambi Lokonga, Kayembe, Verschaeren Saelemaekers (73' Žulj), Roofe (87' Thelin), Chadli (90+3' Vlap)  | 53' Luckassen                                              |
| 8 november 2019 20:30 Regenboogstadion Waregem Ref.: Lawrence Visser Toeschouwers: 9.066                  | Larin 76'                                                                          | 0 – 1 1 – 1 1 – 2                         | 4' Chadli 82' Roofe                         | Van Crombrugge Sardella, Kana, Cobbaut, Luckassen Sambi Lokonga, Kayembe, Verschaeren Saelemaekers (73' Žulj), Roofe (87' Thelin), Chadli (90+3' Vlap)  | 53' Luckassen                                              |
| Terugronde                                                                                                |                                                                                    |                                           |                                             | |                                                            |
| 24 november 2019 18:00 Lotto Park Anderlecht Ref.: Kevin Van Damme Toeschouwers: 18.606                   | Anderlecht                                                                         | 0 – 0                                     | KV Kortrijk                                 | Van Crombrugge Luckassen, Kana, Cobbaut, Dewaele (71' Sardella) Sambi Lokonga, Saelemaekers (87' Thelin), Kayembe (71' Doku) Verschaeren, Roofe, Chadli | 58' Kayembe                                                |
| 24 november 2019 18:00 Lotto Park Anderlecht Ref.: Kevin Van Damme Toeschouwers: 18.606                   |                                                                                    |                                           |                                             | Van Crombrugge Luckassen, Kana, Cobbaut, Dewaele (71' Sardella) Sambi Lokonga, Saelemaekers (87' Thelin), Kayembe (71' Doku) Verschaeren, Roofe, Chadli | 58' Kayembe                                                |
| 1 december 2019 14:30 Versluys Arena Oostende Ref.: Nicolas Laforge Toeschouwers: 6.079                   | KV Oostende                                                                        | 3 – 2                                     | Anderlecht                                  | Van Crombrugge Luckassen, Kana (77' Žulj), Kompany , Cobbaut Saelemaekers, Sambi Lokonga, Vlap (58' Doku) Verschaeren (58' Thelin), Roofe, Chadli       | 72' Kompany 88' Saelemaekers                               |
| 1 december 2019 14:30 Versluys Arena Oostende Ref.: Nicolas Laforge Toeschouwers: 6.079                   | Akpala 6' Jonckheere 32' Hjulsager 81'                                             | 1 – 0 2 – 0 3 – 0 3 – 1 3 – 2             | 84' Chadli 90+1' Doku                       | Van Crombrugge Luckassen, Kana (77' Žulj), Kompany , Cobbaut Saelemaekers, Sambi Lokonga, Vlap (58' Doku) Verschaeren (58' Thelin), Roofe, Chadli       | 72' Kompany 88' Saelemaekers                               |
| 8 december 2019 18:00 Lotto Park Anderlecht Ref.: Bram Van Driessche Toeschouwers: 14.595                 | Anderlecht                                                                         | 0 – 0                                     | Sporting Charleroi                          | Van Crombrugge Luckassen, Kana, Cobbaut, Sardella Sambi Lokonga, Kayembe, Saelemaekers (90+3' Verschaeren) Doku, Roofe, Amuzu (89' Vlap)                |                                                            |
| 8 december 2019 18:00 Lotto Park Anderlecht Ref.: Bram Van Driessche Toeschouwers: 14.595                 |                                                                                    |                                           |                                             | Van Crombrugge Luckassen, Kana, Cobbaut, Sardella Sambi Lokonga, Kayembe, Saelemaekers (90+3' Verschaeren) Doku, Roofe, Amuzu (89' Vlap)                |                                                            |
| 15 december 2019 14:30 Maurice Dufrasnestadion Luik Ref.: Jonathan Lardot Toeschouwers: 24.047            | Standard Luik                                                                      | 1 – 1                                     | Anderlecht                                  | Van Crombrugge Luckassen, Kana, Cobbaut, Dewaele Sambi Lokonga, Saelemaekers, Kayembe Doku (78' Amuzu), Roofe (90+2' Žulj), Verschaeren (61' Trebel)    | 38' Dewaele 46' Kayembe 72' Dewaele                        |
| 15 december 2019 14:30 Maurice Dufrasnestadion Luik Ref.: Jonathan Lardot Toeschouwers: 24.047            | Amallah 40'                                                                        | 1 – 0 1 – 1                               | 67' Roofe                                   | Van Crombrugge Luckassen, Kana, Cobbaut, Dewaele Sambi Lokonga, Saelemaekers, Kayembe Doku (78' Amuzu), Roofe (90+2' Žulj), Verschaeren (61' Trebel)    | 38' Dewaele 46' Kayembe 72' Dewaele                        |
| 22 december 2019 18:00 Lotto Park Anderlecht Ref.: Nicolas Laforge Toeschouwers: 19.984                   | Anderlecht                                                                         | 2 – 0                                     | Racing Genk                                 | Van Crombrugge Luckassen, Kompany , Kana, Cobbaut Sambi Lokonga, Žulj, Vlap (90+1' Thelin) Doku (84' Saelemaekers), Roofe, Chadli (82' Kayembe)         |                                                            |
| 22 december 2019 18:00 Lotto Park Anderlecht Ref.: Nicolas Laforge Toeschouwers: 19.984                   | Vlap 54' Vlap 61'                                                                  | 1 – 0 2 – 0                               |                                             | Van Crombrugge Luckassen, Kompany , Kana, Cobbaut Sambi Lokonga, Žulj, Vlap (90+1' Thelin) Doku (84' Saelemaekers), Roofe, Chadli (82' Kayembe)         |                                                            |
| 27 december 2019 20:30 Bosuilstadion Antwerpen Ref.: Nathan Verboomen Toeschouwers: 15.073                | Antwerp                                                                            | 0 – 0                                     | Anderlecht                                  | Van Crombrugge Luckassen, Kompany , Kana, Cobbaut Sambi Lokonga, Žulj, Vlap (86' Thelin) Doku (78' Saelemaekers), Roofe, Chadli (66' Kayembe)           | 79' Sambi Lokonga 90+5' Saelemaekers                       |
| 27 december 2019 20:30 Bosuilstadion Antwerpen Ref.: Nathan Verboomen Toeschouwers: 15.073                |                                                                                    |                                           |                                             | Van Crombrugge Luckassen, Kompany , Kana, Cobbaut Sambi Lokonga, Žulj, Vlap (86' Thelin) Doku (78' Saelemaekers), Roofe, Chadli (66' Kayembe)           | 79' Sambi Lokonga 90+5' Saelemaekers                       |
| 19 januari 2020 18:00 Lotto Park Anderlecht Ref.: Lawrence Visser Toeschouwers: 20.394                    | Anderlecht                                                                         | 1 – 2                                     | Club Brugge                                 | Van Crombrugge Murillo, Kompany , Luckassen, Cobbaut Sambi Lokonga, Chadli (84' Vlap), Žulj Doku (67' Amuzu), Colassin (90+1' Kayembe), Saelemaekers    |                                                            |
| 19 januari 2020 18:00 Lotto Park Anderlecht Ref.: Lawrence Visser Toeschouwers: 20.394                    | Colassin 21'                                                                       | 1 – 0 1 – 1 1 – 2                         | 40' Vanaken 80' Vanaken                     | Van Crombrugge Murillo, Kompany , Luckassen, Cobbaut Sambi Lokonga, Chadli (84' Vlap), Žulj Doku (67' Amuzu), Colassin (90+1' Kayembe), Saelemaekers    |                                                            |
| 26 januari 2020 14:30 Jan Breydelstadion Brugge Ref.: Alexandre Boucaut Toeschouwers: 5.192               | Cercle Brugge                                                                      | 1 – 2                                     | Anderlecht                                  | Van Crombrugge Murillo, Kompany , Luckassen, Cobbaut Sambi Lokonga, Chadli, Žulj (70' Vlap) Doku (75' Bakkali), Colassin, Saelemaekers (41' Amuzu)      | 19' Žulj 86' Bakkali                                       |
| 26 januari 2020 14:30 Jan Breydelstadion Brugge Ref.: Alexandre Boucaut Toeschouwers: 5.192               | Hoggas 33'                                                                         | 1 – 0 1 – 1 1 – 2                         | 87' Amuzu 90+4' Vlap                        | Van Crombrugge Murillo, Kompany , Luckassen, Cobbaut Sambi Lokonga, Chadli, Žulj (70' Vlap) Doku (75' Bakkali), Colassin, Saelemaekers (41' Amuzu)      | 19' Žulj 86' Bakkali                                       |
| 2 februari 2020 18:00 Lotto Park Anderlecht Ref.: Bram Van Driessche Toeschouwers: 18.414                 | Anderlecht                                                                         | 1 – 0                                     | Excel Moeskroen                             | Van Crombrugge Murillo, Kompany , Luckassen, Cobbaut (46' Sardella) Sambi Lokonga, Vlap, Žulj Doku (90+4' Bakkali), Colassin, Amuzu (90+1' Kayembe)     | 42' Žulj 77' Vlap                                          |
| 2 februari 2020 18:00 Lotto Park Anderlecht Ref.: Bram Van Driessche Toeschouwers: 18.414                 | Colassin 70'                                                                       | 1 – 0                                     |                                             | Van Crombrugge Murillo, Kompany , Luckassen, Cobbaut (46' Sardella) Sambi Lokonga, Vlap, Žulj Doku (90+4' Bakkali), Colassin, Amuzu (90+1' Kayembe)     | 42' Žulj 77' Vlap                                          |
| 7 februari 2020 20:30 Ghelamco Arena Gent Ref.: Wesley Alen Toeschouwers: 18.907                          | AA Gent                                                                            | 1 – 1                                     | Anderlecht                                  | Van Crombrugge Murillo, Kana, Luckassen, Sardella Sambi Lokonga, Vlap (88' Pjaca), Žulj Doku (90+4' Kayembe), Colassin (73' Joveljić), Amuzu            | 27' Kana 39' Murillo 62' Amuzu 82' Žulj                    |
| 7 februari 2020 20:30 Ghelamco Arena Gent Ref.: Wesley Alen Toeschouwers: 18.907                          | David 28' (pen.)                                                                   | 0 – 1 1 – 1                               | 14' Colassin                                | Van Crombrugge Murillo, Kana, Luckassen, Sardella Sambi Lokonga, Vlap (88' Pjaca), Žulj Doku (90+4' Kayembe), Colassin (73' Joveljić), Amuzu            | 27' Kana 39' Murillo 62' Amuzu 82' Žulj                    |
| 15 februari 2020 20:30 AFAS-stadion Achter de Kazerne Mechelen Ref.: Lawrence Visser Toeschouwers: 16.210 | KV Mechelen                                                                        | 2 – 0                                     | Anderlecht                                  | Van Crombrugge Murillo, Kompany , Luckassen, Cobbaut Sambi Lokonga, Vlap (62' Pjaca), Žulj Doku, Joveljić (74' Bakkali), Amuzu                          | 17' Doku 45' Doku 45+1' Luckassen                          |
| 15 februari 2020 20:30 AFAS-stadion Achter de Kazerne Mechelen Ref.: Lawrence Visser Toeschouwers: 16.210 | Hairemans 48' Vranckx 72'                                                          | 1 – 0 2 – 0                               |                                             | Van Crombrugge Murillo, Kompany , Luckassen, Cobbaut Sambi Lokonga, Vlap (62' Pjaca), Žulj Doku, Joveljić (74' Bakkali), Amuzu                          | 17' Doku 45' Doku 45+1' Luckassen                          |
| 23 februari 2020 18:00 Lotto Park Anderlecht Ref.: Alexandre Boucaut Toeschouwers: 18.678                 | Anderlecht                                                                         | 6 – 1                                     | KAS Eupen                                   | Van Crombrugge Murillo, Kompany (75' Kana), Cobbaut, Sardella Sambi Lokonga, Žulj (79' Kayembe), Vlap Pjaca (67' Bakkali), Joveljić, Amuzu              | 77' Sardella                                               |
| 23 februari 2020 18:00 Lotto Park Anderlecht Ref.: Alexandre Boucaut Toeschouwers: 18.678                 | Murillo 9' Vlap 17' (pen.) Pjaca 25' Kompany 35' Amuzu 52' Bakkali 90'             | 1 – 0 2 – 0 3 – 0 4 – 0 5 – 0 5 – 1 6 – 1 | 78' Bolingi                                 | Van Crombrugge Murillo, Kompany (75' Kana), Cobbaut, Sardella Sambi Lokonga, Žulj (79' Kayembe), Vlap Pjaca (67' Bakkali), Joveljić, Amuzu              | 77' Sardella                                               |
| 29 februari 2020 18:00 Freethielstadion Beveren Ref.: Nicolas Laforge Toeschouwers: 6.382                 | Waasland-Beveren                                                                   | 0 – 3                                     | Anderlecht                                  | Van Crombrugge Murillo, Kompany , Cobbaut, Sardella Sambi Lokonga, Vlap, Žulj Pjaca (63' Amuzu), Joveljić (88' Kayembe), Doku (90+3' Verschaeren)       | 35' Kompany 37' Murillo                                    |
| 29 februari 2020 18:00 Freethielstadion Beveren Ref.: Nicolas Laforge Toeschouwers: 6.382                 |                                                                                    | 0 – 1 0 – 2 0 – 3                         | 8' Vlap 66' Vlap 90+4' (pen.) Amuzu         | Van Crombrugge Murillo, Kompany , Cobbaut, Sardella Sambi Lokonga, Vlap, Žulj Pjaca (63' Amuzu), Joveljić (88' Kayembe), Doku (90+3' Verschaeren)       | 35' Kompany 37' Murillo                                    |
| 7 maart 2020 20:00 Lotto Park Anderlecht Ref.: Nathan Verboomen Toeschouwers: 19.548                      | Anderlecht                                                                         | 7 – 0                                     | Zulte Waregem                               | Van Crombrugge Murillo, Kompany (86' Lawrence), Cobbaut, Sardella Sambi Lokonga, Žulj, Vlap Amuzu (73' Verschaeren), Joveljić (77' Chadli), Doku        | 67' Joveljić 82' Doku                                      |
| 7 maart 2020 20:00 Lotto Park Anderlecht Ref.: Nathan Verboomen Toeschouwers: 19.548                      | Pletinckx 6' (e.d.) Vlap 15' Doku 49' Vlap 65' (pen.) Doku 75' Vlap 83' Chadli 86' | 1 – 0 2 – 0 3 – 0 4 – 0 5 – 0 6 – 0 7 – 0 |                                             | Van Crombrugge Murillo, Kompany (86' Lawrence), Cobbaut, Sardella Sambi Lokonga, Žulj, Vlap Amuzu (73' Verschaeren), Joveljić (77' Chadli), Doku        | 67' Joveljić 82' Doku                                      |
| 2020(1) 18:00 Stayen Sint-Truiden Ref.: Bram Van Driessche Toeschouwers:                                  | STVV                                                                               | Afgel.                                    | Anderlecht                                  | |                                                            |
| 2020(1) 18:00 Stayen Sint-Truiden Ref.: Bram Van Driessche Toeschouwers:                                  |                                                                                    |                                           |                                             | |                                                            |

(1): Deze wedstrijd stond oorspronkelijk gepland op 15 maart, maar werd uitgesteld omwille van de uitbraak van het Coronavirus in België. Op 15 mei werd beslist dat het seizoen definitief wordt stopgezet.

#### Overzicht
| Speeldag  | 1  | 2  | 3  | 4  | 5  | 6  | 7  | 8  | 9  | 10 | 11 | 12 | 13 | 14 | 15 | 16 | 17 | 18 | 19 | 20 | 21 | 22 | 23 | 24 | 25 | 26 | 27 | 28 | 29 |
| --------- | -- | -- | -- | -- | -- | -- | -- | -- | -- | -- | -- | -- | -- | -- | -- | -- | -- | -- | -- | -- | -- | -- | -- | -- | -- | -- | -- | -- | -- |
| Resultaat | v  | g  | g  | v  | v  | w  | v  | v  | g  | w  | w  | g  | g  | w  | w  | g  | v  | g  | g  | w  | g  | v  | w  | w  | g  | v  | w  | w  | w  |
| Punten    | 0  | 1  | 2  | 2  | 2  | 5  | 5  | 5  | 6  | 9  | 12 | 13 | 14 | 17 | 20 | 21 | 21 | 22 | 23 | 26 | 27 | 27 | 30 | 33 | 34 | 34 | 37 | 40 | 43 |
| Positie   | 10 | 11 | 13 | 13 | 14 | 13 | 13 | 13 | 13 | 13 | 11 | 11 | 12 | 11 | 10 | 10 | 11 | 11 | 10 | 10 | 9  | 9  | 9  | 9  | 9  | 9  | 8  | 8  | 8  |

#### Klassement
| Pos | Team               | Wed | W  | G  | V  | Ptn | DV | DT | +/− |                                       |
| --- | ------------------ | --- | -- | -- | -- | --- | -- | -- | --- | ------------------------------------- |
| 1   | Club Brugge        | 29  | 21 | 7  | 1  | 70  | 58 | 14 | +44 | Kampioen, Groepsfase Champions League |
| 2   | KAA Gent           | 29  | 16 | 7  | 6  | 55  | 59 | 34 | +25 | Voorrondes Champions League           |
| 3   | Sporting Charleroi | 29  | 15 | 9  | 5  | 54  | 49 | 23 | +26 | Voorrondes Europa League              |
| 4   | Antwerp FC         | 29  | 15 | 8  | 6  | 53  | 49 | 32 | +17 | Groepsfase Europa League              |
| 5   | Standard Luik      | 29  | 14 | 7  | 8  | 49  | 47 | 32 | +15 | Voorrondes Europa League              |
| 6   | KV Mechelen        | 29  | 13 | 5  | 11 | 44  | 46 | 43 | +3  |                                       |
| 7   | KRC Genk           | 29  | 13 | 5  | 11 | 44  | 45 | 42 | +3  |                                       |
| 8   | RSC Anderlecht     | 29  | 11 | 10 | 8  | 43  | 45 | 29 | +16 |                                       |
| 9   | SV Zulte Waregem   | 29  | 10 | 6  | 13 | 36  | 41 | 49 | −8  |                                       |
| 10  | Excel Moeskroen    | 29  | 9  | 9  | 11 | 36  | 38 | 40 | −2  |                                       |
| 11  | KV Kortrijk        | 29  | 9  | 6  | 14 | 33  | 40 | 44 | −4  |                                       |
| 12  | STVV               | 29  | 9  | 6  | 14 | 33  | 33 | 50 | −17 |                                       |
| 13  | KAS Eupen          | 29  | 8  | 6  | 15 | 30  | 28 | 51 | −23 |                                       |
| 14  | Cercle Brugge      | 29  | 7  | 2  | 20 | 23  | 27 | 54 | −27 |                                       |
| 15  | KV Oostende        | 29  | 6  | 4  | 19 | 22  | 29 | 58 | −29 |                                       |
| 16  | Waasland-Beveren   | 29  | 5  | 5  | 19 | 20  | 21 | 60 | −39 |                                       |

## Beker van België
| Beker van België                                                                           |                           |                               |                                          | |                                                           |
| Wedstrijddetails                                                                           | Thuisploeg                | Uitslag                       | Uitploeg                                 | Opstelling | Kaarten                                                   |
| 1/16e finale                                                                               |                           |                               |                                          | |                                                           |
| 25 september 2019 20:45 Olympisch Stadion Antwerpen Ref.: Nicolas Laforge Toeschouwers:    | Beerschot (1B)            | 2 – 3 (n.v.)                  | Anderlecht                               | Van Crombrugge Sardella, Sandler, Kompany (25' Dewaele), Luckassen Nasri (85' Kayembe), Sambi Lokonga, Vlap (46' Doku) Saelemaekers, Roofe (91' Thelin), Chadli | 70' Chadli 86' Saelemaekers 90+2' Luckassen 112' Sardella |
| 25 september 2019 20:45 Olympisch Stadion Antwerpen Ref.: Nicolas Laforge Toeschouwers:    | Holzhauser 20' Brogno 89' | 1 – 0 1 – 1 1 – 2 2 – 2 2 – 3 | 41' Nasri 79' (e.d.) Bourdin 106' Thelin | Van Crombrugge Sardella, Sandler, Kompany (25' Dewaele), Luckassen Nasri (85' Kayembe), Sambi Lokonga, Vlap (46' Doku) Saelemaekers, Roofe (91' Thelin), Chadli | 70' Chadli 86' Saelemaekers 90+2' Luckassen 112' Sardella |
| Achtste finale                                                                             |                           |                               |                                          | |                                                           |
| 5 december 2019 20:45 Le Canonnier Moeskroen Ref.: Lawrence Visser Toeschouwers: 5.190     | Excel Moeskroen           | 2 – 3                         | Anderlecht                               | Van Crombrugge Luckassen, Sandler, Kompany (53' Sardella), Cobbaut Kayembe, Sambi Lokonga, Saelemaekers Doku (90' Kana), Roofe, Amuzu (77' Verschaeren)         |                                                           |
| 5 december 2019 20:45 Le Canonnier Moeskroen Ref.: Lawrence Visser Toeschouwers: 5.190     | Perica 13' Omoigui 80'    | 1 – 0 1 – 1 1 – 2 1 – 3 2 – 3 | 21' Roofe 45' Doku 57' Luckassen         | Van Crombrugge Luckassen, Sandler, Kompany (53' Sardella), Cobbaut Kayembe, Sambi Lokonga, Saelemaekers Doku (90' Kana), Roofe, Amuzu (77' Verschaeren)         |                                                           |
| Kwartfinale                                                                                |                           |                               |                                          | |                                                           |
| 19 december 2019 20:45 Lotto Park Anderlecht Ref.: Bram Van Driessche Toeschouwers: 20.000 | Anderlecht                | 0 – 2                         | Club Brugge                              | Van Crombrugge Luckassen, Kana, Kompany , Cobbaut Kayembe (76' Thelin), Sambi Lokonga, Vlap (68' Chadli) Doku (89' Adžić), Roofe, Saelemaekers                  | 68' Saelemaekers                                          |
| 19 december 2019 20:45 Lotto Park Anderlecht Ref.: Bram Van Driessche Toeschouwers: 20.000 |                           | 0 – 1 0 – 2                   | 48' Vormer 65' Balanta                   | Van Crombrugge Luckassen, Kana, Kompany , Cobbaut Kayembe (76' Thelin), Sambi Lokonga, Vlap (68' Chadli) Doku (89' Adžić), Roofe, Saelemaekers                  | 68' Saelemaekers                                          |